# Majoranfleisch
Das Majoranfleisch ist ein Schmorgericht aus Fleisch und Majoran.
Zur Vorbereitung portioniert man das Fleisch bzw. bereitet Bratenstücke entsprechend vor. Das Fleisch wird mit Zwiebeln sowie Schweineschmalz oder ausgelassenem Bauchspeck angedünstet und mit Majoran, Pfeffer und Salz gewürzt. Dazu wird Weißwein oder Essig gegeben. Der Wein wird reduziert, bevor das Gericht mit  Rinderbrühe (oder Wasser) aufgegossen wird. Tomatenmark, Knoblauchzehen und Lorbeerblätter sind mögliche Zutaten. Zum Schluss wird das Gericht mit Mehl und Sauerrahm gebunden. Vor dem Servieren wird die Speise mit Essig gesäuert und mit frischem Majoran bestreut. Als Fleisch verwendet man portionierte Teile von der Schulter oder der Keule vom Rind. Typische Beilagen sind Teigwaren oder Salzkartoffeln.